# Brauerei Fässla

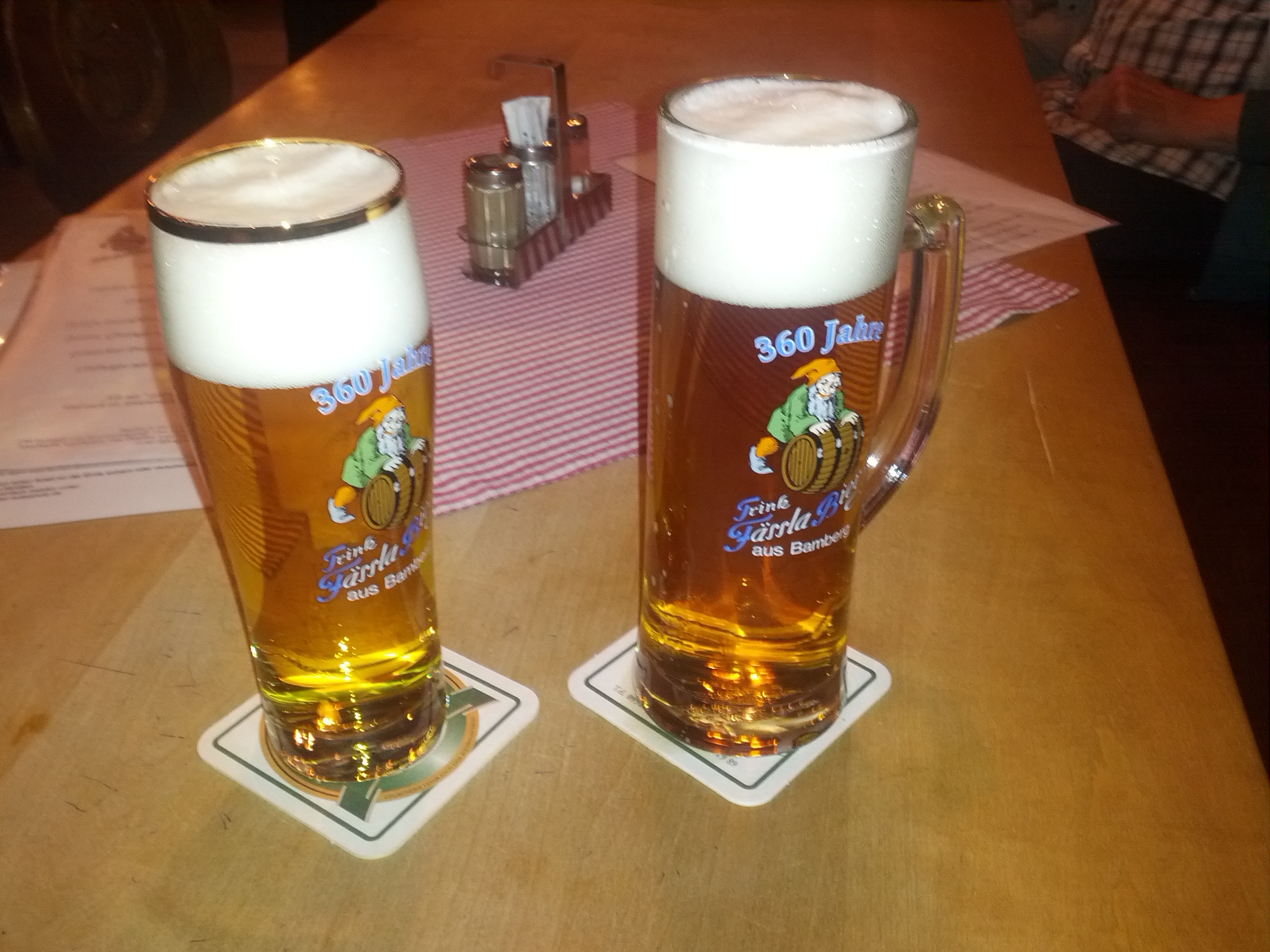
Bier der Brauerei

Die Brauerei Fässla GmbH & Co. KG ist eine Brauerei im oberfränkischen Bamberg.
Bis ins Jahr 1649 reicht die Geschichte der Brauerei Fässla zurück: Der Dreißigjährige Krieg war gerade ein Jahr vorbei, da richtete der Brauer und Büttner Hanß Lauer in dem Eckhaus am Gang zum Heiligen Grab eine Brauerei ein. Das Haus selbst ist schon viel älter – laut den ältesten Zinsbüchern des Stiftes zu St. Gangolf stand es schon im 14. Jahrhundert und wurde am St.-Veits-Tag 1398 gegen ein Pfund Geld enger Währung an den Conrad Kauffmann und seine Frau Kunigund zu Lehen gegeben. Einer Urkunde des Notars Büttner zufolge erwarb am 20. Januar 1898 der Bierbrauermeister Paul Lutz die Brauerei Fässla. Seit dem 1. Oktober 1986 setzt die Brauer- und Malzmeisterfamilie Kalb die Fässla-Tradition fort. Seit 2003 befindet sich die zugehörige Kneipe (Fässla Stub’n Kult-Kneipe & Bar Bamberg) in der Kleberstraße.
Es werden insgesamt sechs Biersorten produziert. Diese sind Zwergla (6 % Alkohol), Lagerbier (5,5 %), Gold-Pils (5,5 %) und Helles (5,4 %), die alle untergärige Vollbiere sind. Außerdem wird ein helles Weizenbier (5 %) hergestellt. Im Oktober braut das Unternehmen traditionell ein untergäriges Starkbier, den Bambergator, das stärkste Bier Bambergs mit 8,5 % Alkohol und einer Stammwürze von 21 %. Mit einem Ausstoß von 40.000 Hektolitern pro Jahr ist Fässla die zweitgrößte Brauerei in Bamberg.